# Isabelle la Catholique dictant son testament
Isabelle la Catholique dictant son testament (en espagnol : Doña Isabel la católica dictando su testamento), réalisée en 1864, est probablement l'œuvre la plus connue du peintre espagnol Eduardo Rosales.

## Provenance
Elle appartient au Musée du Prado de Madrid, depuis son acquisition en 1865. Après avoir été cédée au Musée d'Art Moderne, elle revint au Prado en 1971 à la suite de la réception des œuvres du XIXe siècle que possédait le M.A.M. après sa dissolution. Le tableau est exposé au public dans la salle 61B.

## Description et analyse
Cette peinture d'histoire ou peinture historique, représente le moment où la reine Isabelle dicte son testament , en octobre 1504, à Medina del Campo. Inscrit dans le cadre de la peinture d'histoire académique de la période romantique, son style est cependant plus réaliste que celui des œuvres précédentes de Rosales. Réalisée à Paris, il la présenta à l'Exposition nationale des beaux-arts de Madrid en 1864, où il obtient la médaille de première classe pour cette œuvre, puis à l'Exposition universelle de 1867 de Paris. Il revint ensuite à Rome, où il reçut un télégramme de ses amis, le paysagiste Martín Rico et Raimundo de Madrazo qui lui annoncèrent le succès atteint par son tableau : première médaille d'or pour les étrangers. La Légion d'honneur lui fut accordée.